# تحطم طائرة الأمم المتحدة
تحطم طائرة الأمم المتحدة طائرة بومباردييه سي آر جيه 100ER تابعة لشركة الخطوط الجوية الجورجية بالنيابة عن بعثة منظمة الأمم المتحدة لتحقيق الاستقرار في جمهورية الكونغو الديمقراطية كانت تحمل علي متنها 29 راكبا و4 من أفراد الطاقم ومتجهة من غوما إلى كينشاسا عبر كيسانغاني في 4 أبريل 2011 بقيادة الكابتن أليكسي هوفهانيسيان البالغ من العمر 57 عاما ذات خبرة طيران لمدة 34 عاما والمساعد أول سوليكو تسوتسكيريدز البالغ من العمر 22 عاما ذات خبرة طيران لمدة 6 أشهر ومهندس الرحلة ألبرت مانوكوف البالغ من العمر 35 عاما ذات خبرة طيران لمدة 12 عاما في رحلة طيران حكومية لإعلان الاستقرار في جمهورية الكونغو الديمقراطية وأثناء اقتراب الطائرة ضربت من رياح قوية وعندها تحطمت علي بعد عدة أمتار من المدرج مسببة مصرع 32 شخصا ونجاة شخص واحد وتم التعرف علي جنسيته رغم آثار الحادث الذي عاناه فهو من جمهورية الكونغو الديمقراطية وهو الصحفي الكنغولي فرانسيس موامبا الذي يغطي أخبار الأمم المتحدة وقال الناجي الوحيد وشهود العيان قرب المطار بإنهم الطائرة تعرضت لرياح قوية وأمطار غزيرة وأثناء الاقتراب من المطار شعر برياح فوقية وعكسية وخلفية وكان هذا مطب جوي وأكتشفت عدة عوامل في ضعف مطار ندجيلي للتنبؤ بالمطب الجوي إدت إلى مجموعة من العوامل الصغيرة لتؤدي إلى هذه الحادثة الخطيرة والمروعة.